# Liste polnischer bildender Künstler
Diese Liste enthält polnische Maler, Bildhauer und weitere bildende Künstler und Künstlerinnen seit dem 18. Jahrhundert.

## A
Magdalena Abakanowicz (1930–2017), Bildhauerin und Textilkünstlerin
Tadeusz Ajdukiewicz (1852–1916), Maler
Paweł Althamer (* 1967), Bildhauer, Videokünstler

## B
Karol Badyna (* 1960), Bildhauer
Balthus (1908–2001), polnisch-französischer Maler
Zdzisław Beksiński (1929–2005), Maler und Grafiker
Jan Betley (1908–1980), Maler
Anna Bilińska (1857–1893), Malerin
Władysław Borzęcki (1920–1998), Bildhauer
Olga Boznańska (1865–1940), Malerin
Jerzy Boroń (1924–1986), Bildhauer
Józef Brandt (1841–1915), Maler
Karol Broniatowski (* 1945), Bildhauer
Jan Bułhak (1876–1950), Lichtbildner

## C
Józef Chełmoński (1849–1914), Maler
Tadeusz Ciesiulewicz  (1936–1997), Maler
Daniel Chodowiecki (1726–1801), Maler und Kupferstecher
Wacław Chodkowski (1878–1953), Maler
Bronisław Chromy (1925–2017), Bildhauer, Medailleur, Maler, und Zeichner
Leon Chwistek (1884–1944), Mathematiker, Philosoph, Maler
Jan Cybis (1897–1972), Maler
Andrzej Cisowski (1962–2020), Maler, Grafiker, Multimediakünstler
Tytus Czyżewski (1880–1945), Maler

## D
Jacek Dworski (* 1937), Bildhauer und Medailleur

## F
Maksymilian Fajans (1827–1890), Maler
Julian Fałat (1853–1929), Maler

## G
Wojciech Gerson (1831–1901), Maler
Józef Gielniak (1932–1972), expressionistischer Linolschnitt
Aleksander Gierymski (1850–1901), Maler
Maksymilian Gierymski (1846–1874), Maler
Józef Gosławski (1908–1963), Bildhauer, Medailleur
Stanisław Gosławski (1918–2008), Bildhauer
Artur Grottger (1837–1867), Maler
Zbylut Grzywacz (1939–2004), Maler, Grafiker, Bildhauer

## H
Władysław Hasior (1928–1999), Bildhauer
Konstanty Hegel (1799–1876), Bildhauer und Kunst-Lehrer.
Wlastimil Hofman (1881–1970), Maler

## J
Krzysztof Jung (1951–1998), Performance-Künstler, Graphiker und Maler

## K
Tadeusz Kantor (1915–1990), Maler und Theaterregisseur
Rafał Augustyn Kleweta (1949–2016)
Katarzyna Kobro (1898–1951), Bildhauerin
Joanna Konarzewska (1926–1991), Malerin, Graphikerin, Innenausstatterin
Hanna Koschinsky (1884–1939), Bildhauerin
Juliusz Kossak (1824–1899), Maler
Wojciech Kossak (1857–1942), Maler
Katarzyna Kozyra (* 1963), Video- und Installationskünstlerin
KwieKulik (1971–1987), Künstlerduo, Performance- und Konzeptkünstler

## L
Jan Lebenstein (1930–1999), Maler
Tamara de Lempicka (1898–1980), Malerin
Jan Lenica (1928–2001), Grafiker
Zbigniew Libera (* 1959)

Eryk Lipiński (1908–1991), Karikaturist

## M
Zbyslaw Marek Maciejewski (1946–1999), Maler
Jacek Malczewski (1854–1929), Maler
Adam Marczyński, Maler
Jan Matejko (1838–1893), Historienmaler
Józef Mehoffer (1869–1946), Maler
Igor Mitoraj (1944–2014), Bildhauer
Andrzej Mleczko, Karikaturist
Zuzanna Mannke (* 1961), Malerin

## N
Nikifor (1895–1968), naiver Maler der Lemken
Jan Piotr Norblin (1745–1830), ursprünglich Jean Pierre Norblin de La Gourdaine, polnischer Maler und Zeichner
Jerzy Nowosielski (1923–2011), Maler, Ikonenmaler

## O
Edward Okuń (1872–1945), Maler
Roman Opałka (1931–2011), Konzeptkünstler

## P
Witold Pałka (1928–2013), Maler
Fryderyk Pautsch (1877–1950), Maler
Piotr Potworowski (1898–1962), Maler

## R
Józef Robakowski (* 1939), Videokünstler

Jan Henryk Rosen
Antoni Rząsa (1919–1980), Bildhauer

## S
Wilhelm Sasnal (* 1972), Maler

Bruno Schulz (1892–1942), Grafiker und Schriftsteller
Henryk Siemiradzki (1843–1902), Maler
Józef Simmler (1823–1868), Maler
Władysław Strzemiński (1893–1952), Maler
Jan Styka (1858–1925), Maler
Alina Szapocznikow (1926–1973), Bildhauer

## T
Henryk Albin Tomaszewski (1906–1993), Glaskünstler
Henryk Tomaszewski (1914–2005), Maler
Igor Talwinski (1907–1983), Maler

## W
Zbigniew Wąsiel (* 1966), Bildhauer
Jan de Weryha-Wysoczański (* 1950), Bildhauer
Alfred Wierusz-Kowalski (1849–1915), Maler
Stanisław Witkiewicz (1851–1915), Maler, Architekt, Schriftsteller
Stanisław Ignacy Witkiewicz (1885–1939), Schriftsteller und Maler
Stanisław Wyspiański (1869–1907), Dichter und Maler

## Ż
Artur Żmijewski (* 1966), Videokünstler
Ryszard Zając (* 1951), Bildhauer und Musiker